# Akeem Vargas
Akeem Vargas, né le 29 avril 1990 à Lancaster en Pennsylvanie, est un joueur américain naturalisé allemand de basket-ball. Il évolue aux postes de meneur et d'arrière.

## Biographie
Au mois de juillet 2020, il retourne au BG 74 Göttingen pour deux saisons.